# Consolidated PT-3
Le Consolidated PT-3 est un biplan d'entraînement de l'entre-deux-guerres.